# Аксай (Кегенський район)
Акса́й (каз. Ақсай; рос. Аксай) — село в Казахстані, в Узинбулацькому сільському окрузі Кегенського району Алматинської області.
Населення — 783 особи (2021; 941 у 2009, 720 у 1999, 909 у 1989).